# 수축포

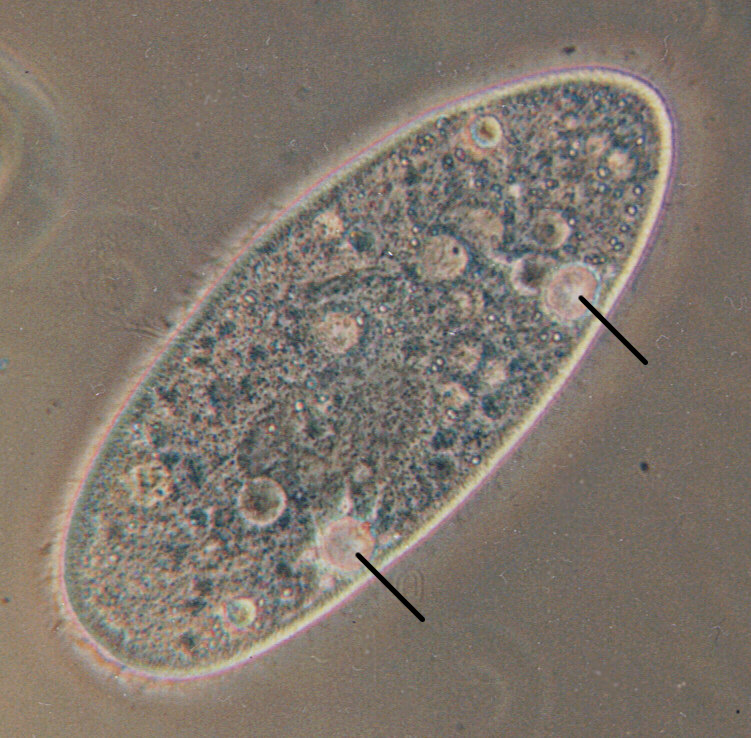
Paramecium aurelia

수축포(收縮胞, contractile vacuole, CV)는 삼투압 조절을 수반하는 아세포구조(세포소기관)이다.
수축포는 해산 원생동물에는 없지만, 담수산 원생동물에서 볼 수 있는 세포 기관의 하나로, 노폐물이나 여분의 수분을 세포 밖으로 배출하며, 삼투압 조절에도 관여한다. 해산 원생동물은 세포내액의 삼투압 농도가 바닷물의 농도와 같아서, 세포 내외의 수분은 평형이 유지되고 있다. 그러나 담수산 원생동물은 세포 내의 원형질 농도, 즉 체액의 삼투압이 담수(민물)보다 훨씬 높기 때문에 세포막을 통하여 물이 체내로 들어오므로, 그대로 두면 세포는 파열해 버린다. 따라서 끊임없이 들어오는 물을 수축포를 통하여 몸 밖으로 배출함으로써 체내의 수분량을 조절한다.
수축포에는 아메바처럼 등근 주머니 모양의 것과 짚신벌레처럼 둘레에 방사상의 뇌관을 가진 것이 있다. 수축포는 체표 가까이에서 원형질로부터 여분의 물을 받아들여 일정한 크기가 되면 갑자기 수축하여 내용물을 배출하는데, 이것을 주기적으로 되풀이한다.